# AMC Javelin
La Javelin fu una vettura prodotta dalla (AMC) American Motors (Corporation) dal 1968 al 1974 facente parte delle Pony car o delle Muscle car a seconda della motorizzazione. In Australia è stata commercializzata come Rambler Javelin.

## Versioni speciali

### SST Trans-Am
Per ottenere l'omologazione a partecipare al campionato Trans-Am, la AMC produsse 100 esemplari della Javelin in versione speciale denominata SST. Le caratteristiche tecniche erano le medesime della versione sportiva, fatta eccezione per la potenza del propulsore contenuta a 350 cv.

## Impiego sportivo
La Javelin, tra il 1970 e il 1972, venne iscritta alle competizioni del campionato Trans-Am e fu pilotata da corridori come Mark Donohue, George Follmer, Vic Elford e Peter Revson, i quali ottennero numerosi successi. La vettura era equipaggiata con un propulsore Eagle V8 da 450 cv gestito da un cambio manuale a quattro rapporti. Il telaio era monoscocca in acciaio, mentre l'impianto frenante era costituito da freni a disco ventilati. Le sospensioni anteriori avevano una configurazione a doppi bracci trasversali con molle elicoidali e barra stabilizzatrice, mentre nella sezione posteriore erano a ponte rigido con balestre semi-ellittiche.